# Sacred Steel
I Sacred Steel sono una band Heavy metal tedesca, in attività dal 1997, molto seguiti nell'underground.

## Storia del gruppo
La band venne fondata nel 1996 mentre quasi tutti i membri stavano suonando in band conosciute nell'underground tedesco. Dopo aver aperto per band come i Blitzkrieg firmarono per l'etichetta americana Metal Blade Records nell'aprile 1997, la prima band in Germania ad averlo fatto. Il loro album di debutto Reborn In Steel fu pubblicato nell'ottobre 1997 e col grande successo di critica e pubblico, i Sacred Steel divennero in breve tempo una delle band di punta del genere in Germania, anche grazie al rinascimento del True metal e al successo di band come gli Hammerfall.
Pubblicarono altri due album con Metal Blade: Wargods of Metal nel 1998 (prodotto da Bill Metoyer, già produttore per Slayer e Helstar) e Bloodlust nel 2000, un concept album che vide la band allargare il loro orizzonte stilistico rimanendo comunque fedeli ai dettami del True metal.
Suonarono in molti festival in Europa, per lo più underground ma anche due volte nel celebre Wacken Open Air e intrapresero tour con molte band, per esempio Primal Fear e Children of Bodom.
Dopo aver firmato con Massacre Records pubblicarono Slaughter Prophecy nel 2002, in cui mostrarono tutto il loro ampio spettro di influenze; cosa che dimostrava l'amore dei musicisti per ogni genere di Heavy metal. Alcune delle nuove canzoni presentavano addirittura elementi di doom metal o death metal. L'ultimo album della line up originale fu Iron Blessings dell'ottobre 2004: lo stesso show di release figura nel CD e DVD live del 2006 intitolato Live Blessings.
Dopo un anno di pausa Jörg Michael Knittel e Oliver Großhans, i due chitarristi originali, lasciarono gli Sacred Steel per dedicarsi al loro progetto Death metal My Darkest Hate. Jens Sonnenberg passò da basso a chitarra e vennero inseriti in formazione due nuovi membri: Kai Schindelar al basso, il tecnico delle chitarre e roadie Jonas Khalil alla chitarra.
Il 2006 vide la pubblicazione del primo album con la nuova lineup, registrato col produttore dei Sodom Harris Johns. Hammer of Destruction fu un ritorno alle origini per la band e aveva canzoni molto forti che ricordavano band archetipo del metal come i primi Metallica, Iron Maiden, Jag Panzer, Megadeth o Helstar. Fu ancora un successo con fan e media e ne conseguì pure un video per Maniacs of Speed.
In seguito pubblicarono altri tre album: Carnage Victory nel 2009, The Bloodsheed Summoning nel 2013 e Heavy Metal Sacrifice nel 2016. Nel 2017, in occasione del ventesimo anniversario della band, intraprendono un tour che li porta l'8 aprile anche in Italia, a Lecco per una data con gli Ancient Dome.

## Formazione

### Formazione attuale
- Gerrit Mutz – voce, (1997–presente)
- Jens Sonnenberg – basso, (1997-2005) / chitarra, (2005–presente)
- Matthias Straub – batteria, (1997–presente)
- Jonas Khalil – chitarra, (2005–presente)
- Kai Schindelar – basso, (2005–presente)

### Ex componenti
- Jörg Michael Knittel – chitarra, (1997-2005)
- Oliver Großans – chitarra, (1997-2005)

## Discografia

### Album in studio
- 1997 - Reborn In Steel
- 1998 - Wargods of Metal
- 2000 - Bloodlust
- 2002 - Slaughter Prophecy
- 2004 - Iron Blessings
- 2006 - Hammer of Destruction
- 2009 - Carnage Victory
- 2013 - The Bloodsheed Summoning
- 2016 - Heavy Metal Sacrifice

### Album dal vivo
- 2006 - Live Blessings